# 70-й меридіан західної довготи
70-й меридіан західної довготи — лінія довготи, що лежить на 70 градусів західніше Гринвіцького меридіана. Вона проходить від Північного полюса через Північний Льодовитий океан, Північну Америку, Атлантичний океан, Південну Америку, Тихий океан, Південний океан та Антарктиду до Південного полюса.
70-й меридіан західної довготи формує велике коло разом із 110-тим меридіаном східної довготи.

## Список географічних об'єктів, що перетинає 70° зх. д.
Починаючи на Північному полюсі та рухаючись до Південного полюса, 70-й меридіан західної довготи проходить через:
| Координати                                                 | Країна, територія або море | Примітки                                                                                       |
| ---------------------------------------------------------- | -------------------------- | ---------------------------------------------------------------------------------------------- |
| 90°0′ пн. ш. 70°0′ зх. д. / 90.000° пн. ш. 70.000° зх. д.  | Північний Льодовитий океан |                                                                                                |
| 83°7′ пн. ш. 70°0′ зх. д. / 83.117° пн. ш. 70.000° зх. д.  | Канада                     | Нунавут — проходить через острів Елсмір                                                        |
| 80°14′ пн. ш. 70°0′ зх. д. / 80.233° пн. ш. 70.000° зх. д. | Протока Нерса              |                                                                                                |
| 78°47′ пн. ш. 70°0′ зх. д. / 78.783° пн. ш. 70.000° зх. д. | Гренландія                 | Проходить через Землю Інглфілда[en], острови Сондерс[en] та Вольстенхольм[en]                  |
| 76°24′ пн. ш. 70°0′ зх. д. / 76.400° пн. ш. 70.000° зх. д. | Море Баффіна               |                                                                                                |
| 70°51′ пн. ш. 70°0′ зх. д. / 70.850° пн. ш. 70.000° зх. д. | Канада                     | Нунавут — проходить через Баффінову Землю                                                      |
| 62°45′ пн. ш. 70°0′ зх. д. / 62.750° пн. ш. 70.000° зх. д. | Гудзонова протока          |                                                                                                |
| 62°34′ пн. ш. 70°0′ зх. д. / 62.567° пн. ш. 70.000° зх. д. | Канада                     | Нунавут — проходить через острів Кікіктар'юарусік[en]                                          |
| 62°33′ пн. ш. 70°0′ зх. д. / 62.550° пн. ш. 70.000° зх. д. | Гудзонова протока          |                                                                                                |
| 61°1′ пн. ш. 70°0′ зх. д. / 61.017° пн. ш. 70.000° зх. д.  | Канада                     | Нунавут — проходить через острів Діана[en]                                                     |
| 60°57′ пн. ш. 70°0′ зх. д. / 60.950° пн. ш. 70.000° зх. д. | Затока Діана               |                                                                                                |
| 60°50′ пн. ш. 70°0′ зх. д. / 60.833° пн. ш. 70.000° зх. д. | Канада                     | Квебек                                                                                         |
| 47°42′ пн. ш. 70°0′ зх. д. / 47.700° пн. ш. 70.000° зх. д. | Річка Святого Лаврентія    |                                                                                                |
| 47°30′ пн. ш. 70°0′ зх. д. / 47.500° пн. ш. 70.000° зх. д. | Канада                     | Квебек                                                                                         |
| 46°40′ пн. ш. 70°0′ зх. д. / 46.667° пн. ш. 70.000° зх. д. | США                        | Мен                                                                                            |
| 43°43′ пн. ш. 70°0′ зх. д. / 43.717° пн. ш. 70.000° зх. д. | Атлантичний океан          | Затока Мен                                                                                     |
| 41°58′ пн. ш. 70°0′ зх. д. / 41.967° пн. ш. 70.000° зх. д. | США                        | Массачусетс – проходить через півострів Кейп-Код та острів Мономой[en]                         |
| 41°33′ пн. ш. 70°0′ зх. д. / 41.550° пн. ш. 70.000° зх. д. | Атлантичний океан          | Нантакет-Саунд                                                                                 |
| 41°19′ пн. ш. 70°0′ зх. д. / 41.317° пн. ш. 70.000° зх. д. | США                        | Массачусетс – проходить через острів Нантакет                                                  |
| 41°14′ пн. ш. 70°0′ зх. д. / 41.233° пн. ш. 70.000° зх. д. | Атлантичний океан          |                                                                                                |
| 19°41′ пн. ш. 70°0′ зх. д. / 19.683° пн. ш. 70.000° зх. д. | Домініканська Республіка   | Проходить через острів Гаїті — західніше Санто-Домінго                                         |
| 18°25′ пн. ш. 70°0′ зх. д. / 18.417° пн. ш. 70.000° зх. д. | Карибське море             |                                                                                                |
| 12°35′ пн. ш. 70°0′ зх. д. / 12.583° пн. ш. 70.000° зх. д. | Аруба                      | Проходить через острів Аруба                                                                   |
| 12°28′ пн. ш. 70°0′ зх. д. / 12.467° пн. ш. 70.000° зх. д. | Карибське море             |                                                                                                |
| 12°11′ пн. ш. 70°0′ зх. д. / 12.183° пн. ш. 70.000° зх. д. | Венесуела                  |                                                                                                |
| 6°53′ пн. ш. 70°0′ зх. д. / 6.883° пн. ш. 70.000° зх. д.   | Колумбія                   |                                                                                                |
| 0°34′ пн. ш. 70°0′ зх. д. / 0.567° пн. ш. 70.000° зх. д.   | Бразилія                   | Амазонас                                                                                       |
| 0°12′ пд. ш. 70°0′ зх. д. / 0.200° пд. ш. 70.000° зх. д.   | Колумбія                   |                                                                                                |
| 4°10′ пд. ш. 70°0′ зх. д. / 4.167° пд. ш. 70.000° зх. д.   | Перу                       | Приблизно на 16 км                                                                             |
| 4°19′ пд. ш. 70°0′ зх. д. / 4.317° пд. ш. 70.000° зх. д.   | Бразилія                   | Амазонас Акрі                                                                                  |
| 10°58′ пд. ш. 70°0′ зх. д. / 10.967° пд. ш. 70.000° зх. д. | Перу                       |                                                                                                |
| 18°16′ пд. ш. 70°0′ зх. д. / 18.267° пд. ш. 70.000° зх. д. | Чилі                       |                                                                                                |
| 29°19′ пд. ш. 70°0′ зх. д. / 29.317° пд. ш. 70.000° зх. д. | Аргентина                  | Приблизно на 8 км                                                                              |
| 29°24′ пд. ш. 70°0′ зх. д. / 29.400° пд. ш. 70.000° зх. д. | Чилі                       |                                                                                                |
| 30°23′ пд. ш. 70°0′ зх. д. / 30.383° пд. ш. 70.000° зх. д. | Аргентина                  |                                                                                                |
| 32°52′ пд. ш. 70°0′ зх. д. / 32.867° пд. ш. 70.000° зх. д. | Чилі                       | Приблизно на 8 км                                                                              |
| 32°56′ пд. ш. 70°0′ зх. д. / 32.933° пд. ш. 70.000° зх. д. | Аргентина                  |                                                                                                |
| 33°16′ пд. ш. 70°0′ зх. д. / 33.267° пд. ш. 70.000° зх. д. | Чилі                       |                                                                                                |
| 34°17′ пд. ш. 70°0′ зх. д. / 34.283° пд. ш. 70.000° зх. д. | Аргентина                  |                                                                                                |
| 52°0′ пд. ш. 70°0′ зх. д. / 52.000° пд. ш. 70.000° зх. д.  | Чилі                       |                                                                                                |
| 52°33′ пд. ш. 70°0′ зх. д. / 52.550° пд. ш. 70.000° зх. д. | Магелланова протока        |                                                                                                |
| 52°50′ пд. ш. 70°0′ зх. д. / 52.833° пд. ш. 70.000° зх. д. | Чилі                       | Проходить через острови Вогняна Земля, Томпсон, Ватерман та Осте                               |
| 55°22′ пд. ш. 70°0′ зх. д. / 55.367° пд. ш. 70.000° зх. д. | Тихий океан                |                                                                                                |
| 60°0′ пд. ш. 70°0′ зх. д. / 60.000° пд. ш. 70.000° зх. д.  | Південний океан            |                                                                                                |
| 69°17′ пд. ш. 70°0′ зх. д. / 69.283° пд. ш. 70.000° зх. д. | Антарктида                 | Проходить через Землю Олександра I та материк — претендують Аргентина, Чилі та Велика Британія |